# 三叉戟 (罗马)

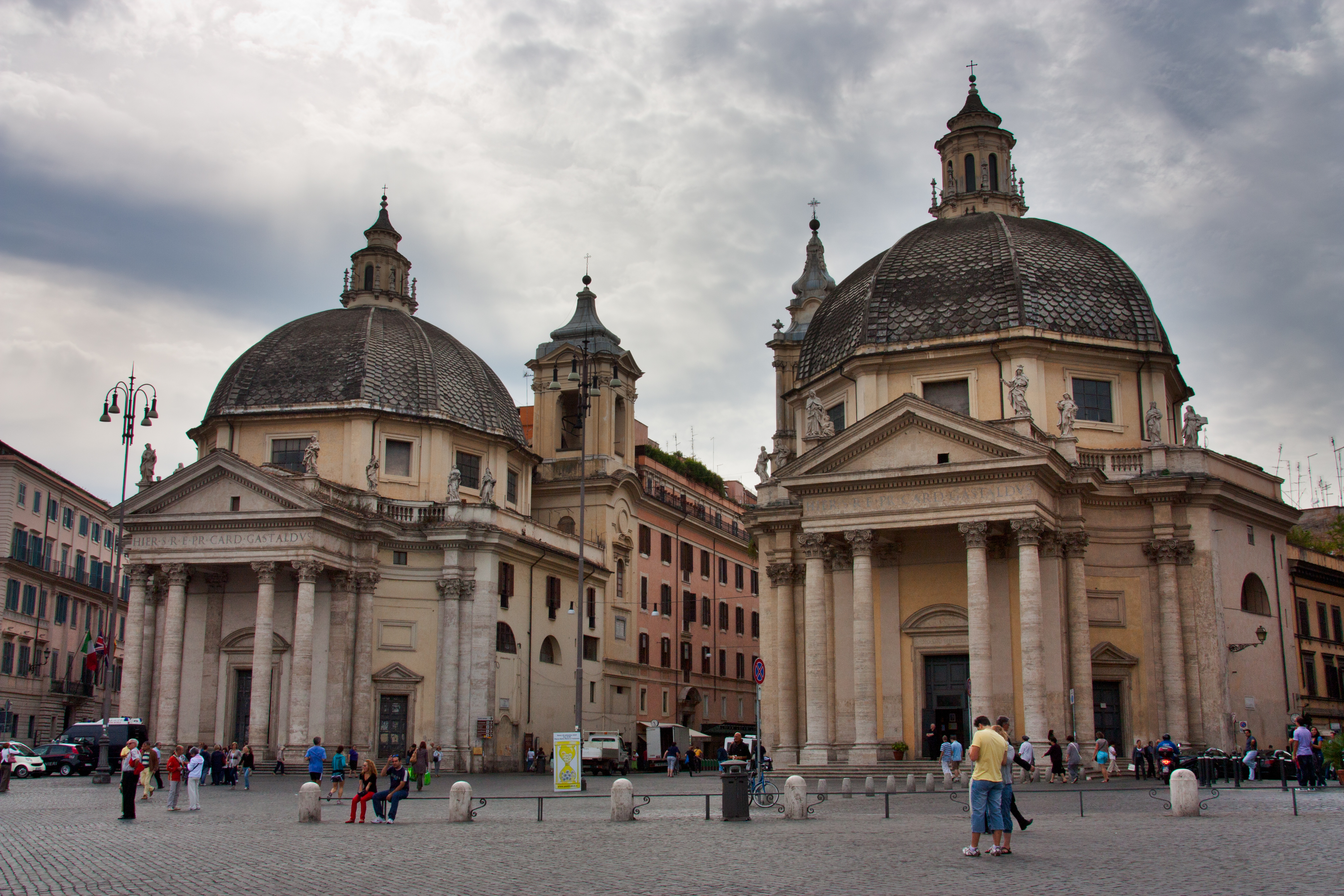
人民广场的奇迹圣母堂和圣山圣母堂: 从左向右分别是狒狒街、 科尔索大道和里佩塔街

“三叉戟”（意大利语:Tridente）是指意大利罗马的三条笔直的街道，从人民广场向南分散，呈现三叉戟的形状。

## 历史

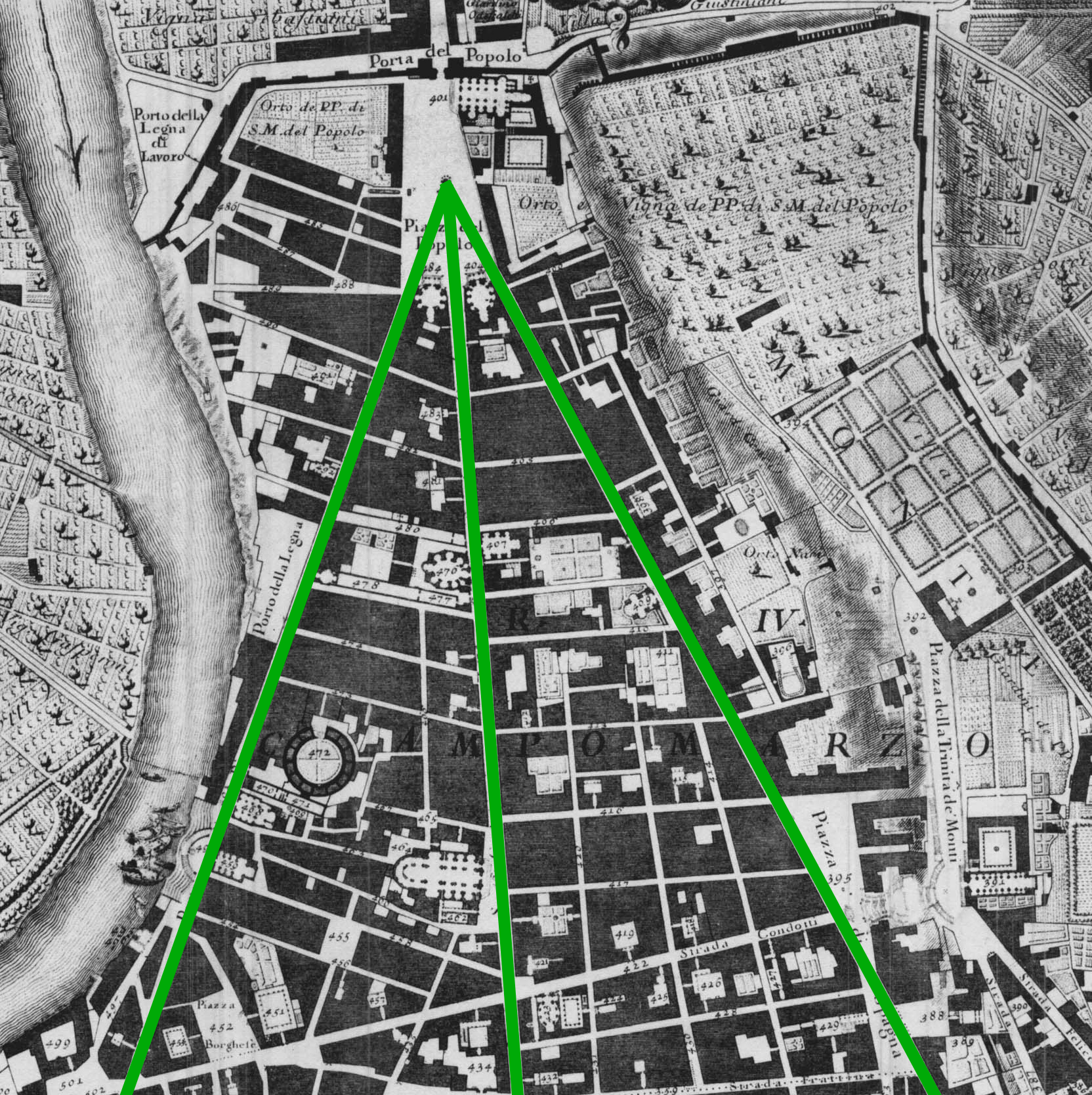

三叉戟道路系统是从15世纪到17世纪之间一个重要的城市规划项目，重组了三条街道，从罗马的主要入口波波洛門开始，分别通往几座特級宗座聖殿: 
- 里佩塔街，通往圣天使桥和圣伯多禄大殿。
- 科尔索大道（原名拉塔街，古代弗拉米尼亚大道的延长线），经过战神广场，可到达威尼斯广场的威尼斯宫，最后抵达拉特朗圣若望大殿。
- 狒狒街（原名Via Clementina），经过西班牙广场，即可前往圣母大殿。

## 现状
目前构成三叉戟的三条街道的尽头分别是：
- 卡德利广场和斯克罗法街，在里佩塔街的尽头；
- 威尼斯广场，在科尔索大道的尽头；
- 西班牙广场，在狒狒街的尽头。